# Amanita cinereovelata
Amanita cinereovelata là một loài nấm thuộc chi Amanita trong họ Amanitaceae. Loài này được Iqbal Hosen miêu tả khoa học lần đầu tiên năm 2015. Amanita cinereovelata được tìm thấy ở Bangladesh, nhiều khả năng có mối quan hệ cộng sinh với loài cây sala.